# Liste des principaux accidents de remontées mécaniques
Cette liste chronologique des principaux accidents de remontées mécaniques dans le monde recense les accidents de transports par câble ou chemin de fer à crémaillère, importants pour leur notoriété, leur retentissement international et/ou nombre de victimes.

## Années 1920
- 25 août 1927 : un train du chemin de fer du Montenvers à Chamonix (France) descend trop rapidement vers le viaduc de la Filliaz et une voiture tombe dans le vide, 22 personnes sont tuées[1] et 30 blessées[2].

## Années 1960
- 15 août 1960 : à Castellamare di Stabia, dans la province de Naples en Italie, la cabine descendante du téléphérique de Faito se décroche au passage du premier pylône du bas et tombe sur une voie ferrée ; l'accident, attribué à une vitesse excessive, fait quatre morts.[réf. nécessaire]
- 29 août 1961 : une aile d'un avion de chasse de l'Armée de l'air française piloté par le capitaine Bernard Ziegler sectionne le câble tracteur du téléphérique de la Vallée Blanche à Chamonix (France), la chute d'un train de cabines cause six morts près de l'aiguille du Midi[3].
- 25 décembre 1965 : sous l'action conjuguée d'un arrêt brusque et du vent, une des cabines du téléphérique du Sancy, mis en service en 1961 au Mont-Dore (France), est éventrée. Des passagers sont éjectés et sept personnes sont tuées[4],[5].
- 9 juillet 1966 : fragilisé par la foudre, le pylône suspendu du téléphérique de la Vallée Blanche à Chamonix (France) cède, un train de cabines chute, deux personnes sont tuées[6].

## Années 1970
- 6 décembre 1970 : la chute d'un téléphérique à Merano (Italie) cause la mort de cinq personnes.[réf. nécessaire]
- 13 juillet 1972 : la chute d'un téléphérique de Betten-Bettmeralp (Suisse) fait 13 morts[7].
- 26 octobre 1972 : deux cabines se heurtent au cours d'essais sur le téléphérique du Jandri II à la station des Deux Alpes (France), neuf techniciens sont tués.[réf. nécessaire]
- 10 mars 1976 : la chute d'une cabine du téléphérique de Cavalese (Italie) à la suite de la rupture d'un câble porteur fait 42 morts.

## Années 1980
- 29 janvier 1983 : une catastrophe (en) a lieu à Singapour, quand deux cabines sont précipitées dans la mer après le heurt du câblage de leur ligne — reliant le mont Faber et l'île Sentosa — par la plate-forme pétrolière Eniwetok, en dérive après s'être détachée de son remorqueur ; sept morts sont à déplorer.
- 13 février 1983 : la chute d'une cabine de la station de ski italienne de Champoluc fait dix morts dans le Val d'Aoste (Italie).
- 27 décembre 1986 : chute d'une cabine du téléphérique Le Télésorres dans la station des Orres (France) à la suite de la rupture d'une tête de pylône. La chute ayant été amortie par des voitures garées sur le parking de l'impact, il y a 36 blessés[8].
- 1er mars 1987 : la chute de tous les sièges du télésiège de la Caperette à Luz-Ardiden (France) due à la rupture des fondations du dernier pylône fait 7 morts et 105 blessés[2] (6 morts selon une autre source[9]).
- 13 janvier 1989 : huit morts dans la chute d'une cabine du téléphérique Vaujany-Alpette (premier tronçon) en cours d'essais à Vaujany (France), due à la rupture de l'axe de liaison suspente - chariot[10].

## Années 1990
- 1er juin 1990 à Tbilissi en Géorgie, 20 morts et au moins 15 blessés (majoritairement des enfants), lors de la rupture du câble tracteur du tramway aérien (en).
- juin 1995 à Saas-Grund (Valais), un enfant de quatre ans est tué après une chute de trente mètres d'une télécabine.
- 14 décembre 1996, à Riederalp (Valais), un guide de montagne est tué et 18 personnes sont blessées dans la chute de trois télécabines, en raison d'une défectuosité du système de tension du câble à la station de départ.
- 3 février 1998 : accident du téléphérique de Cavalese survenant quand un avion militaire américain sectionne le câble du téléphérique de Cavalese (Italie), projetant la cabine dans le vide et tuant les vingt passagers.
- 1er juillet 1999 : vingt morts dans la chute d'une des cabines du téléphérique du pic de Bure, près de la station de ski de SuperDévoluy (France).
- 26 décembre 1999 : la tempête Lothar provoque la chute d'une télécabine à Crans-Montana (Valais). Deux des cinq occupants meurent.

## Années 2000
- 11 novembre 2000 : au funiculaire de Kaprun, 155 morts dans l'incendie d'une des cabines du funiculaire (Autriche), prisonnière des flammes dans un tunnel. La plus grande catastrophe à ce jour.
- 2 avril 2004 : une cabine du téléphérique d'Erevan en Arménie, reliant le centre-ville au quartier résidentiel de Nork dans le district de Nork-Marach, se décroche et fait une chute de 17 mètres, cinq des sept passagers sont tués[11].
- 5 septembre 2005 : un bloc de béton, perdu par un hélicoptère, percute une télécabine de Sölden (Autriche), et fait neuf morts.
- 4 janvier 2008 : un mort et trois blessés dans un accident de télésiège attribué au vent excédant 60 km/h à la Petite Scheidegg à Wengen (Oberland bernois)[12].
- 1er mars 2008 : un passager d’une télécabine de Planpraz à Chamonix fait une chute mortelle par défenestration, consécutive au déboîtement d'une vitre[13].

## Années 2010
- 13 octobre 2011 : lors des essais annuels d'une de la télécabine de l'Aup de Véran à Flaine (Haute-Savoie), une cabine se coince au niveau du pylône 7, provoquant un entassement de cabines à cet endroit. Cela a pour effet la déformation de ce pylône et la chute de cinq cabines. Les télécabines, vides à ce moment-là du fait de la maintenance, étaient en service depuis plus de quarante ans. Malgré la remise en état, le gestionnaire remplace la remontée mécanique par une installation neuve à l'été 2012[14],[15].
- 2 février 2013 : une cabine du téléporté des Bosses à Gourette (Pyrénées) s'est décrochée et est tombée d'un mètre. Les deux occupants de la cabine n'ont pas été blessés[16].
- 25 juin 2017 : après un fort coup de vent, la branche arrachée d'un arbre frappe et déséquilibre la cabine d'un téléphérique, en pulvérisant les vitres, à Gulmarg, dans le Jammu-et-Cachemire, en Inde. Même si la cabine elle-même ne se s'écrase pas au sol, y sont précipités mortellement sept personnes, dont un couple de touristes, leurs deux jeunes enfants et leur guide[17].
- 16 mars 2018 : accident de télésiège en Géorgie dans la station de sports d'hiver de Goudaouri[18]. Le télésiège, de conception récente, est resté bloqué en position marche arrière pendant plus d'une minute. Contrairement aux conclusions hâtives des médias, le télésiège ne s'est pas emballé et la cause de ce dysfonctionnement, qui n'a provoqué que des blessés légers, n'est pas connue.
- 25 mars 2018 : une cabine du téléporté de Costebelle dans la station de Pra-Loup dans les Alpes-de-Haute-Provence chute peu après 13 h 30 sur la piste. L'enquête du BEA-TT identifie que cette remontée mécanique construite en 1983 avait plusieurs défauts techniques et des soucis de maintenance par la régie Pra Loup Ubaye, gestionnaire du réseau[19],[20].

## Années 2020
- 23 mai 2021 : dans le Piémont, une cabine du téléphérique Stresa-Alpino-Mottarone reliant Stresa, au mont Mottarone chute avec ses quinze occupants ; quatorze meurent et un enfant de cinq ans survit avec de graves blessures[7]. Le frein d’urgence avait volontairement été désactivé.
- 31 octobre 2021 : en Tchéquie, seul dans une des cabines du téléphérique du Ještěd lorsque celle-ci se décroche, un membre du personnel perd la vie[21].

## Sources
- Pierre-Louis Roy, L'aiguille du Midi et l'invention du téléphérique, Grenoble, Glénat, 2004, 207 p. (ISBN 2-7234-4563-1)
- « Les accidents de téléphérique en Europe depuis 35 ans », Le Nouvel Observateur,‎ 2005